# Opera in Azerbaigian

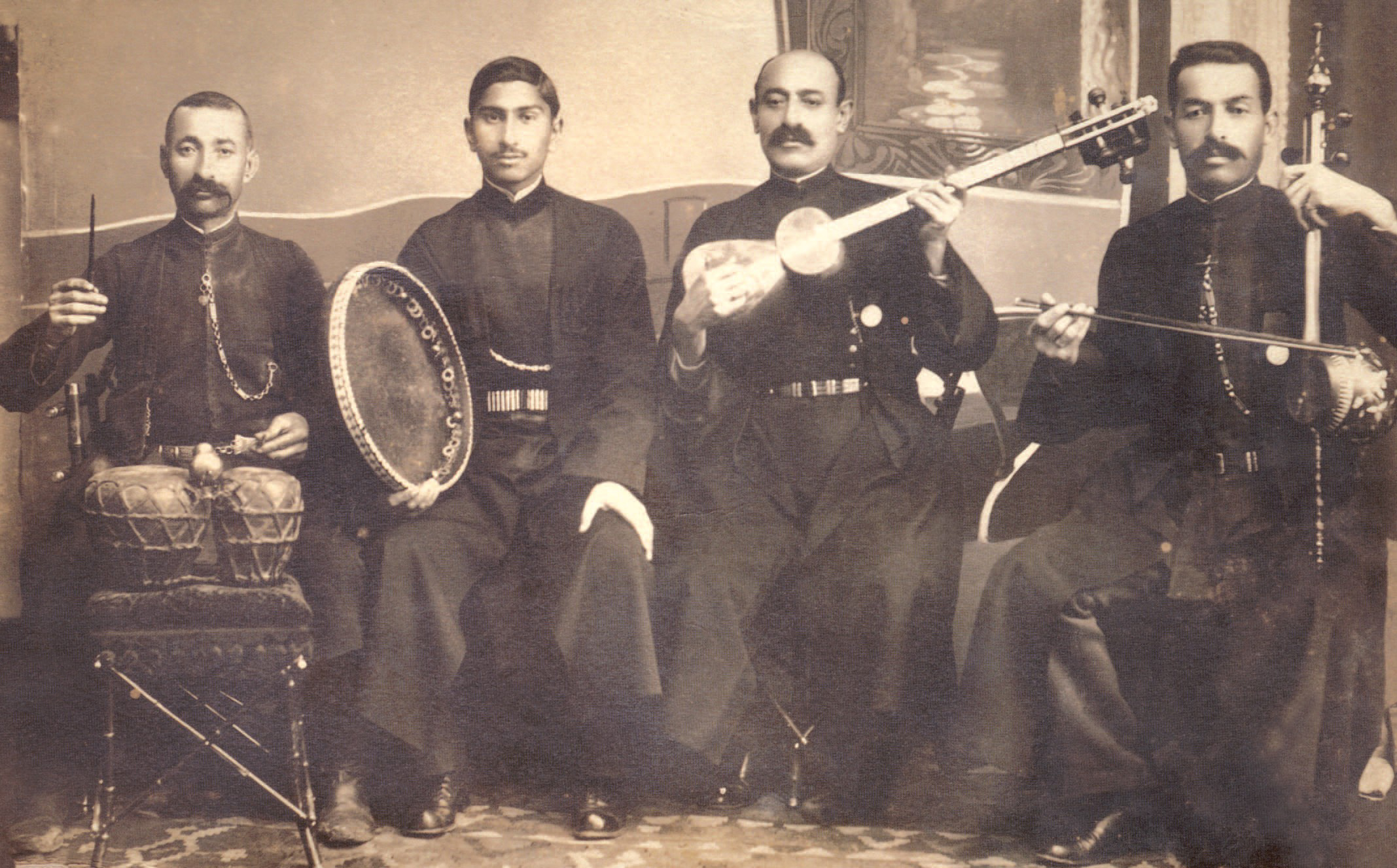
Il gruppo di Seyid Shushinski (secondo da sinistra)

L'Opera in Azerbaigian ha una storia che risale all'Impero russo del XIX secolo.

## Storia

### XIX e inizio XX secolo. Impero russo
L'emergere dell'opera e del balletto in Azerbaigian è associato al periodo imperiale russo della storia dell'Azerbaigian, quando gli azeri furono attratti per la prima volta dalle tradizioni musicali europee. La prima rappresentazione documentata di un'opera a Baku ebbe luogo nel maggio 1889 quando l'opera di Alexey Verstovsky, La tomba di Askold, fu messa in scena in un'arena di circo a Baku (sul sito dell'attuale Museo del Tappeto dell'Azerbaigian), accompagnata dal coro folkloristico di Dmitrij Agrenev-Slavjanskij.
Nei primi anni del 1900, le compagnie d'opera andavano in tournée a Baku ogni anno (tranne il 1901 e il 1913), con cantanti di spicco dell'epoca come Natal'ja Ermolenko-Južina e Antonina Neždanova.
Il Teatro statale accademico Axundov di opera e balletto di Baku fu costruito nel 1911.

### XX secolo. L'opera azera
La prima opera di un compositore azero è stata presentata per la prima volta tre anni prima, nel 1908.

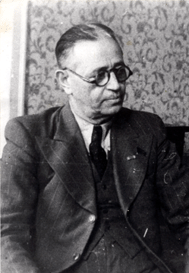
Üzeyir Hacıbəyov, fondatore dell'opera azera

Layla e Majnun (1908) di Üzeyir Hacıbəyov è stata la prima creazione nel genere operistico non solo in Azerbaigian, ma anche in tutto il mondo islamico. Seguirono le opere Sheikh Sanan (1909), Rustam e Zohrab (1910), Shah Abbas e Khurshid Banu (1912), Asli e Karam (1912) e Harun e Leyla (1915) che furono scritte, ma mai messe in scena. La commedia musicale L'ambulante di stoffa scritta nel 1913 fu l'operetta più popolare di Hacıbəyov. È considerato il suo lavoro più noto nell'ex Unione Sovietica. L'ambulante di stoffa è stata tradotta in lingua russa, tatara, chagatai, persiana e turca subito dopo la sua prima nel 1913. In seguito fu tradotta in polacco, bulgaro, cinese, arabo, francese e altre lingue.
Nel 1921 Hacıbəyov divenne membro del Consiglio per lo sviluppo dei teatri azeri e contribuì al miglioramento delle arti sceniche dell'Azerbaigian. Nel 1925 Hacıbəyov unì le compagnie liriche russe e azere in un'unica compagnia e creò la Compagnia permanente del Teatro dell'Opera e del Balletto dell'Azerbaigian. Nel 1932 scrisse Koroghlu, che fu messa in scena per la prima volta nel 1937.

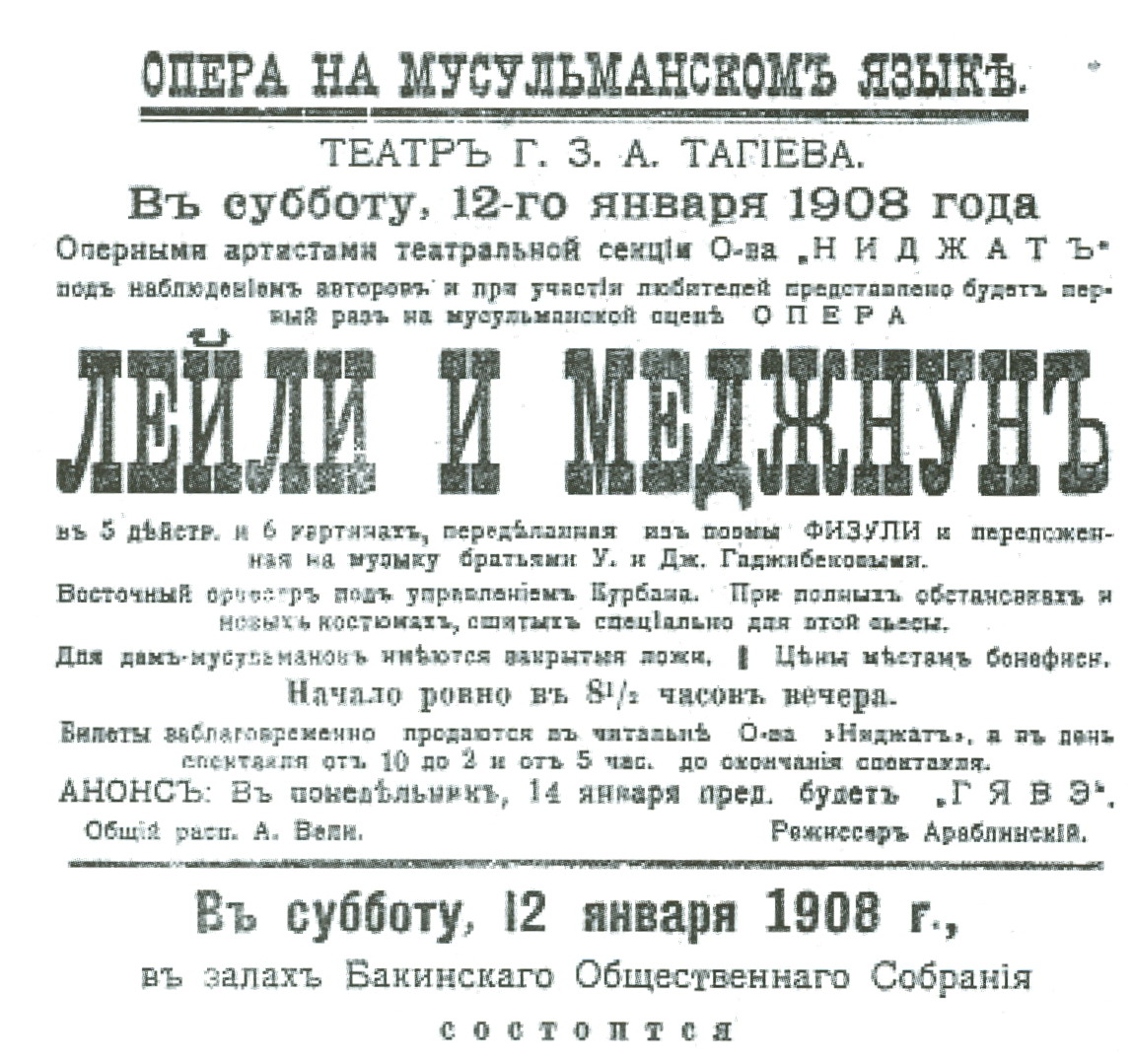
Primo poster di Leyli e Majnun, prima opera azera

Nel 1935 il musulmano Magomayev compose Nargiz (1935) e Reinhold Glière compose Shahsanam. Il successo di queste opere incoraggiò altri compositori a creare opere. Negli anni '40 furono scritte e messe in scena opere come Khosrow e Shirin di Niyazi, Vatan ("Patria") di Jovdat Hajiyev e Gara Garayev, Nizami di Afrasiyab Badalbeyli e molte altre opere. L'opera Sevil scritta da Fikrat Amirov è stata presentata per la prima volta nel 1953 e un remake di questa opera è stato messo in scena nel 1998.
Nel 1972, Şafiga Axundova fu la prima compositrice azera e la prima nel mondo musulmano a scrivere un'opera. Anche balletti di compositori stranieri e classici sono spesso messi in scena al Teatro statale di opera e balletto. Opere create da vari compositori azeri come Axundova (Galin Gayasi), Suleyman Alasgarov (Bahadur e Sona, fiori appassiti), Jahangir Jahangirov (Vita di un compositore, Azad), Vasif Adigozalov (La Morte), Ramiz Mustafayev (Vagif), Zakir Baghirov (Aygun), Nazim Aliverdibeyov (Jirtdan) e altri furono messi in scena nella storia moderna dell'opera azera.
Tra i più importanti cantanti lirici azeri ci sono Bulbul, Shovkat Mammadova, Fatma Mukhtarova, Huseyngulu Sarabski, Hagigat Rzayeva, Rashid Behbudov, Rauf Atakishiyev, Franghiz Ahmadova, Muslim Magomayev, Lutfiyar Imanov, Fidan and Khuraman Gasimovas, Rubaba Muradova e Zeynab Khanlarova.

## Opera Mugham
Il 12 gennaio 1908 la prima mugham opera messa in scena al teatro di Zeynalabdin Taghiyev ebbe un grande successo. Una famosa storia classica e mugham furono messi insieme in questa opera. Leyli e Majnun sono diventati la prima opera mugham in Azerbaigian. Ashig Garib di Zulfugar Hajibayov (1916) e Shah Ismayil di Muslum Magomayev (1916) sono esempi significativi di questo genere. Questa tradizione fu continuata dai compositori nella seconda metà del XX secolo. Gəlin qayası di Şafiga Axundova e Xanəndə taleyi (Il destino del cantante) di Jahangir Jahangirov sono esempi di opere di questi compositori.

## Opere fondamentali
Tra le opere composte da azeri figurano:

### Üzeyir Hacıbəyov
- Leyli e Majnun, opera, 1908.  La prima opera dell'Azerbaigian, la prima opera musulmana.
- Rustam e Zohrab, opera mugham, 1910.
- Asli e Kerem, opera mugham in quattro atti e sei scene, 1912.
- Shah Abbas e Khurshid Banu, opera mugham, 1912.
- Harun e Leyli, opera mugham, 1915
- Firuza, (incompiuta)
- Koroğlu ("Il figlio del cieco"), opera, prima esecuzione 1938

### Zulfugar Hajibeyov
- Ashiq Qarib ("L'Ashiq errante"), dall'anonimo romantico azero dastan con lo stesso titolo, 1915.

### Muslim Magomayev
- Shah Ismayil, opera mugham 1919, riveduta nel 1924, riveduta nel 1930.
- Nargiz, 1935.
- Xoruz-bey (incompiuta), opera

### Afrasiyab Badalbeyli
- People's punishment
- Golden Key
- Bahadur e Sona
- Aydin
- Nizami, composta nel 1939, messa in scena nel 1948.

### Fikret Amirov
- Ulduz
- Sevil

### Vasif Adigozalov
- Natavan, opera mugham, 2003

### Şafiga Axundova
- Galin gayasi. La prima opera scritta da una compositrice azera, 1972.

## Altre opere importanti
- Tenerezza di Gara Garayev
- Patria di Gara Garayev e Jovdat Hajiyev
- Libero di Jahangir Jahangirov
- Il destino del cantante di Jahangir Jahangirov
- Attesa di Franghiz Ali-Zadeh
- Isgandar e il pastore di Soltan Hajibeyov (opera per bambini)
- Sette bellezze di Eldar Mansurov (opera rock)

## Esecutori di spicco

### Singoli

#### Donne
- Dinara Aliyeva
- Sona Aslanova
- Fidan Gasimova
- Khuraman Gasimova
- Gulkhar Hasanova
- Nazakat Mammadova
- Shovkat Mammadova
- Fatma Mukhtarova
- Rubaba Muradova
- Hagigat Rzayeva

#### Uomini
- Ahmed Agdamski
- Elchin Azizov
- Rəşid Behbudov
- Bülbül
- Huseynagha Hajibababeyov
- Lutfiyar Imanov
- Muslim Magomayev
- Huseyngulu Sarabski